# Frontière entre l'Irak et l'Iran
La frontière terrestre entre l'Iran et l'Irak est une frontière internationale longue de 1 458 kilomètres entre l'Irak et l'Iran. Bien qu'elle ait été déterminée pour la première fois en 1639, des contestations ont existé depuis de la part des deux parties, et particulièrement concernant la navigation sur les eaux du Chatt-el-Arab. La frontière actuelle date des accords d'Alger signés en 1975 et ratifiés en 1976.

## Histoire
« Entre les Persans & les Rūm, nous fûmes rudement éprouvés. »

— Adage irakien, La naissance du territoire de l’Irak : À l’origine d’un État-frontière
La frontière entre Iran et Irak est une frontière héritée de l'histoire des deux empires principaux de la région: l'Empire ottoman et l'Empire séfévide. Pour comprendre les dynamiques actuelles autour de cette frontière, il est nécessaire de revenir sur l'histoire de son tracé. Celui-ci a fait l'objet de nombreux traités qui n'ont jamais vraiment satisfait les deux parties.  

### Disputes entre l'Empire ottoman et l'Empire perse

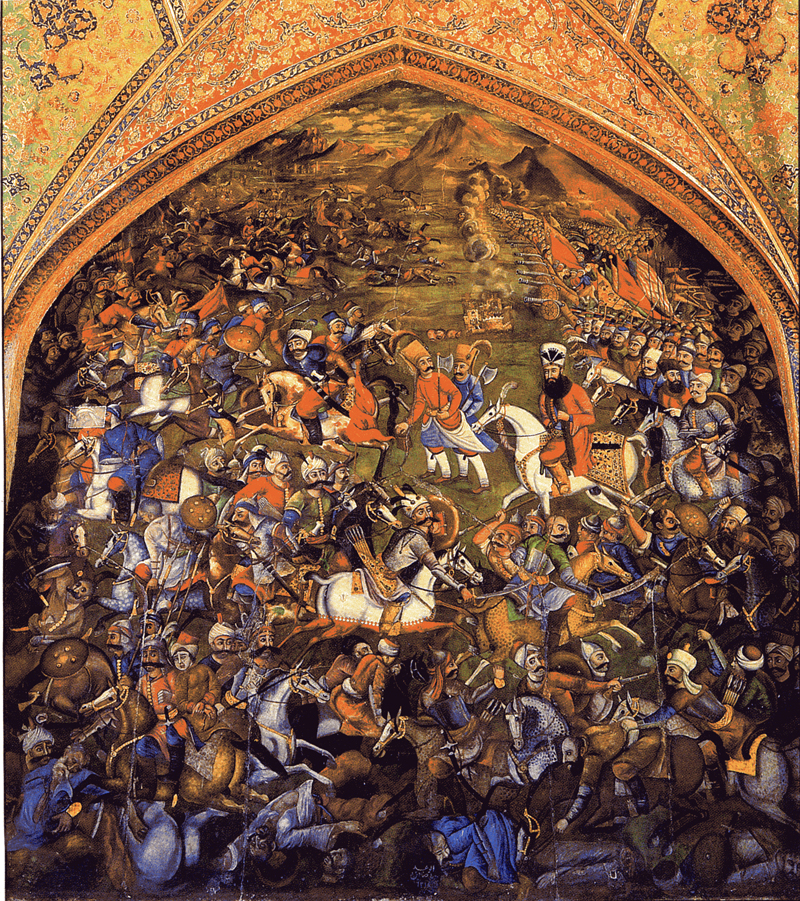
Oeuvre d'art sur la bataille de Chaldiran au pavillon Tchehel-Sotoun à Ispahan.

L’année 1514 est marquée par la conquête de la Mésopotamie par l’Empire Ottoman. En effet, lors de la bataille de Tchaldiran, le sultan Sélim 1er vainc le shah Ismaïl Ier. 
En conséquence, les principaux chefs kurdes sunnites se rangent du côté du sultan Sélim. Ce dernier accepte que le maintien de cinq principautés kurdes et permet la création de seize autres principautés indépendantes (les « Kürt Hükümeleri »). Les tribus kurdes vont alors être unies par des liens de vassalité aux souverains turcs et persans et désignées comme gardiennes des frontières des deux empires. À partir de cette période et pendant trois siècles, les souverains perses et ottomans vont se disputer la frontière, sans parvenir à tracer une frontière stable.

### Traité de Zohab en 1639
Entre 1508 et 1638, Bagdad change trois fois de mains. Lorsque la ville est définitivement conquise par l’Empire ottoman en 1638, il est envisagé de signer un traité entre les deux puissances impériales. Ainsi, en 1639, l’Empire Ottoman et l’Empire Safavide signent le traité de Zohab (Zuhab). Il est le premier du genre à être signé au Moyen-Orient. L’objectif de ce traité est d’instaurer la paix entre les deux puissances musulmanes et d’établir une frontière définitive entre elles. Cette volonté de stabilité fera du traité de Zuhab une référence pour les accords qui suivront. 
Cependant, le traité reste très vague dans ses termes. Les clauses frontalières prennent la forme d’une énumération de localités relevant soit de la Perse soit de l’Empire ottoman. Ainsi, la frontière représentera davantage l’issue d’une guerre et non les souverainetés en temps de paix. Après le retrait des armées des territoires conquis, le contrôle territorial de la zone frontalière sera très relatif, voire inexistant. Ce sont des chefs locaux qui assureront la souveraineté réelle sur ces terres, alors même que les mouvements de population de part et d’autre de la frontière seront très importants.

### Intervention des Russes et des Britanniques dans le tracé de la frontière (deuxième traité d'Erzurum du 31 mai 1847 à 1914).
La zone-frontière issue des précédents traités va peu à peu être redéfinie en ligne-frontière par le Royaume-Uni et la Russie. 
En 1842, les tensions sont maximales entre l’Empire ottoman et la Perse autour de la frontière. La Russie et le Royaume-Uni, alors en pleine rivalité coloniale et diplomatique, vont intervenir comme intermédiaires dans la définition d’une frontière stable et linéaire permettant d’accroître la stabilité de la région. Pour le Royaume-Uni, il s’agit d’empêcher une guerre pouvant affaiblir les deux empires et les rendre plus vulnérables à l’influence russe. Pour la Russie, l’objectif serait de maintenir la stabilité des provinces caucasiennes qu’elle vient de conquérir. De plus, il semblerait qu’une limite géographique claire entre les deux Empires musulmans permettrait à chaque puissance occidentale d'imposer plus efficacement des capitulations et des concessions.
Cependant, la délimitation de la frontière va s'avérer très difficile. L’Empire Perse ayant égaré le traité de 1639, il appuie ses prétentions territoriales sur un ouvrage de géographie du XVIIIe siècle et sur un atlas de 1808. Les Ottomans, eux, s’appuient sur une version qu’ils prétendent tirer de leurs archives. Sans documents réellement officiels, la frontière pourrait être délimitée par des critères linguistiques et ethniques. Cependant, la zone-frontière entre l’Empire Ottoman et la Perse est caractérisée par une certaine homogénéité des langues et des ethnies qui occupent les différentes parties de la frontière. Ainsi, au Nord, les Kurdes peuplent les territoires de part et d’autre de la frontière. Dans les zones les plus contestées, notamment au niveau du Chatt al-Arab, l’unité linguistique de part et d’autre de la frontière est frappante. À tel point que la province iranienne du Khuzestan est surnommée d’Arabestan.
Les deux puissances médiatrices vont donc recommander d’établir la frontière en fonction du statu quo. Cependant, pour les raisons mentionnées plus haut et à cause de l’enchevêtrement des allégeances dans les zones frontalières, les négociations vont s’avérer très difficiles. Quatre ans de négociations, notamment autour du Chatt al-Arab, aboutissent au traité d’Erzurum. Celui-ci exemplifie donc la transplantation du modèle européen de la souveraineté territoriale au Moyen-Orient puisque les deux puissances régionales ont agi par l’intermédiaire des deux puissances occidentales, directement impliquées dans la rédaction et les négociations du traité. L’article 3 prévoit l’établissement d’une commission mixte composée de l’Empire Ottoman, de la Perse, du Royaume-Uni et de la Russie.
Ce traité constitue un point de départ des revendications de la souveraineté du Chatt al-Arab. En effet, dans l’article 2, le Sultan ottoman cède certains territoires sur la rive gauche au Shah de Perse (ce sont des territoires compris entre Khorramshahr et Abadan). Dans le même article, les Perses se voient garantis le droit de liberté de navigation sur ce fleuve depuis le golfe Persique jusqu’aux territoires sous souveraineté perse. Ces dispositions vont constituer une source de tensions frontalières entre l’Irak et l’Iran modernes, alors même que le fleuve deviendra pour l’Irak un débouché privilégié sur le golfe Persique.

### Protocole de Constantinople de 1913
Mais le processus de la délimitation de la frontière s’interrompt quelques années plus tard en raison de la guerre de Crimée (1854- 1856), des guerres anglo-perses (1856-1857) et des guerres balkaniques (1876). Au début du XXe siècle, l’Empire ottoman profite de l’affaiblissement de l’Empire perse consécutif à la révolution constitutionnelle. Ainsi, il va décider de renforcer sa présence sur la frontière orientale et de prélever des taxes sur les navires remontant le Chatt al-Arab vers la Perse. Cette expansion inquiète les britanniques qui ont investi dans l’Anglo-Persian Oil Company. En effet, les ressources pétrolières sont abondantes dans la région du Khuzestan et le Chatt al-Arab permet l'exportation directe des produits de la compagnie. De plus, dans le même temps, en 1907, les Britanniques et les Russes décident de définir leurs sphères d’influence sur les territoires de la Perse, de l’Afghanistan et du Tibet afin d’empêcher des frictions entre leurs intérêts. La Perse est alors partagée en trois zones : zone britannique, zone russe et zone tampon. La Perse devra donc trouver avec l’Empire ottoman un accord frontalier tout en tenant compte des intérêts russo-britanniques. 
Dans la perspective de la guerre, le 21 décembre 1911, à Téhéran, les représentants des deux pays, assistés de conseillers britanniques et russes, vont travailler sur la base du traité d’Erzurum de 1847 et établir un compromis frontalier. Ce protocole additionnel redonne vie à la commission mixte et indique que tout conflit non résolu par celle-ci sera porté devant la cour permanente d’arbitrage de la Haye (Article 4). 
Les négociations continueront à Constantinople et donneront lieu au protocole de 1913-1914 qui, dans le nouveau tracé de la frontière, tiendra compte des intérêts britanniques dans sa zone d’influence. En effet, le transfert d’une partie des territoires de la Perse à l’Empire ottoman dans la région pétrolifère de Khanaqin a eu pour objectif de permettre à la Grande-Bretagne de faire reconnaître par la Sublime Porte les droits de l’Anglo-Persian Oil Company et de les étendre ainsi au territoire ottoman. Les capitaux britanniques financeront également la construction de la ligne de chemin de fer Bagdad-Basorah et la Grande-Bretagne contrôlera la navigation sur le Tigre dans cette région. La Perse perdra sa souveraineté sur environ 90 km de frontière commune avec l’Empire ottoman, ainsi que le droit de naviguer sur les eaux du Chatt-el-Arab, placées entièrement sous la souveraineté ottomane 

### Traité de 1937
La Première Guerre mondiale change les relations de pouvoir dans la région du Moyen-Orient. Les vestiges de l’Empire ottoman, vaincu, sont dépecés par les vainqueurs lors des traités de Lausanne et de Sèvres. Ces deux traités établissent un Royaume d’Irak. La frontière orientale de l’Irak ainsi que les traités y afférents sont hérités de la période ottomane, ce qui ne convient ni à la Perse, ni à l’Irak. L’approfondissement d’un sentiment nationaliste en Perse et en Irak va alimenter des critiques virulentes envers des frontières imposées par la puissance coloniale britannique. Téhéran n’est pas satisfait des frontières dessinées entre les deux pays et, à ce titre, ne reconnaitra l’Irak qu’en 1929. 
L’influence britannique dans la région commence à décliner dans les années 1930. L’Irak et la Perse vont alors chercher à réviser leur frontière commune. Pour l’Irak, l’Iran viole clairement les accords de la période ottomane. En effet, le pays demande à la Société des nations d’enquêter sur les violations perses consistant notamment en l’installation de postes frontières perses sur le territoire irakien. La Perse conteste la légalité même des traités, argumentant que la Perse n’avait jamais reconnu les accords et qu’ils avaient été imposés par deux puissances impérialistes.
Le conflit est alors polarisé autour du fleuve Chatt al-Arab. Pour l’Iran, le principe du thalweg doit être appliqué. Pour l’Irak, le fleuve doit être entièrement placé sous souveraineté irakienne en vertu du principe d’équité.
En 1937, un nouveau traité finit par être signé entre l’Irak et l’Iran. Il s’agit du premier accord majeur entre les deux nouveaux Etats. Il reconnaît le protocole de 1913, et donc la souveraineté irakienne sur le Chatt al-Arab tout en prévoyant des exceptions, où le principe du thalweg s’appliquera autour de villes iraniennes.

### Traité d'Alger (1975)

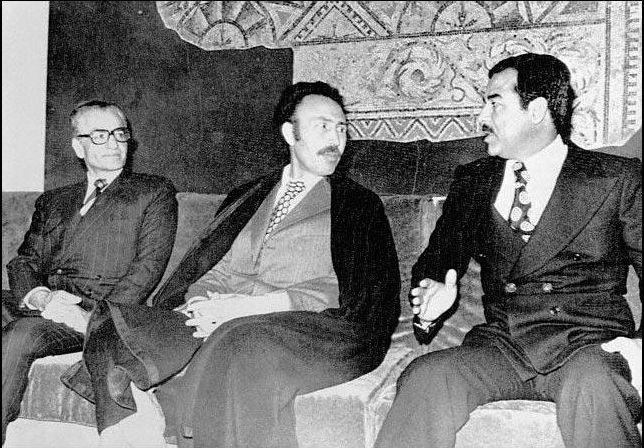
Mohammad Reza Pahlavi, Houari Boumediène et Saddam Hussein en Algérie en 1975.

La Seconde Guerre mondiale change de nouveau les configurations géopolitiques de la région. L’Iran et l’Irak sont occupés. Jusque dans les années 1970, le tracé de 1937 va être constamment contesté par les deux pays. 
En 1969, l’Iran se retire du traité de 1937 et augmente considérablement son influence sur le fleuve Chatt al-Arab. Cet acte est mal reçu par l'Irak, qui choisit de rompre ses liens diplomatiques avec l’Iran. Les tensions vont également se concentrer au Nord de la frontière autour des velléités indépendantistes kurdes. En effet, l’Iran soutient directement les mouvements kurdes face à la répression irakienne
En mars 1975, les deux parties aboutissent tout de même à un accord lors des réunions de l’OPEC à Alger. Les concessions sont les suivantes : l’Iran accepte la délimitation de la frontière terrestre opérée par le  protocole de Constantinople  et l’Irak cède sur Chatt al-Arab en acceptant l’utilisation du principe du thalweg. 
L’accord est formalisé le 13 juin 1975 par le Traité relatif à la frontière d'État et au bon voisinage entre l’Iran et l’Irak. Avec son article 3, l’Iran accepte implicitement de ne plus supporter la rébellion kurde en Irak. Entre 1975 et 1979, les deux pays vont faire preuve de bonne volonté dans la mise en place du traité. Ainsi, en 1977, les deux pays signent 6 accords bilatéraux.

### Abrogation du traité d'Alger
Cependant, l’arrivée au pouvoir de Saddam Hussein et la révolution iranienne vont marquer le début de la détérioration progressive des relations entre les deux pays. Le traité est vite rejeté par Saddam Hussein et utilisé comme prétexte pour lancer une offensive sur l'Iran. Selon le département d’État, la raison principale de la guerre Iran-Irak serait l'envie d'accéder au leadership de la région du golfe Persique. 
Durant toute la présidence de Saddam Hussein, la frontière est officiellement fermée. 
En mars 2019, l'Irak et l'Iran ont affirmé leur volonté de mettre en œuvre les accords d'Alger,.

## Caractéristiques géographiques

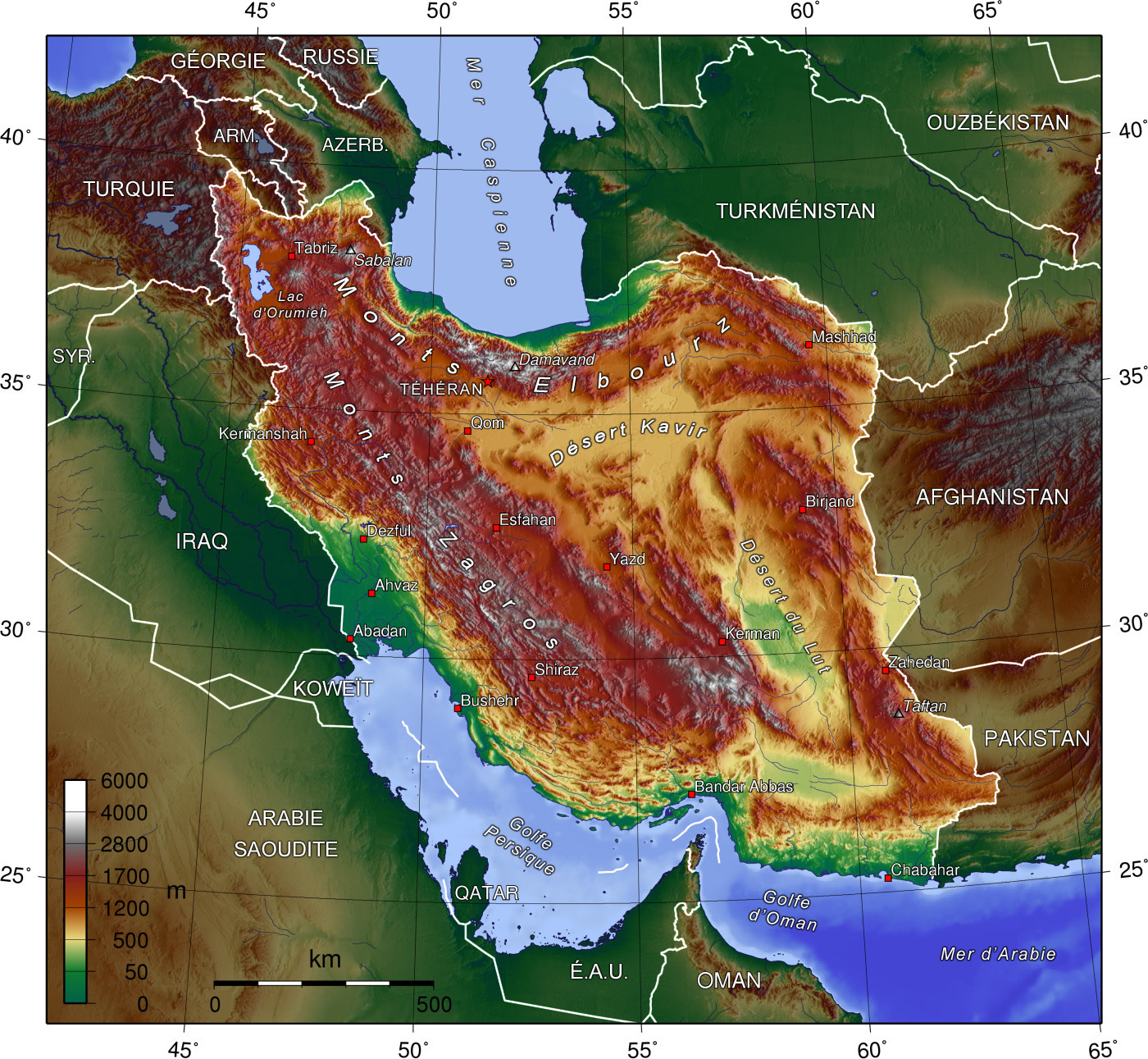
Carte topographique de l'Iran montrant les monts Zagros s'étendant sur une large partie de la frontière Iran-Irak

### Frontière terrestre
La frontière débute dans le golfe Persique à l'embouchure du Chatt-el-Arab (appelé Arvand Rud par les iraniens) à 29° 51' 16" N et 48° 44' 45" E. Elle suit ensuite le thalweg du Chatt-al-Arab sur 105 km jusqu'à sa confluence avec l'un de ses tributaires, le Nahr al-Khayin. De là, elle prend la direction du Nord traversant une succession de plaines puis de montagnes tels les monts Zagros (Cheekha Dar, Halgurd), Nahr at-Tib et Nahr Wadi. Elle s'achève finalement à un tripoint où se rejoignent la frontière entre l'Irak et la Turquie et celle entre la Turquie et l'Iran à 37° 08' 44" N et 44° 47' 05" E. 
Il est possible de diviser la frontière terrestre en trois grands ensembles: le Kurdistan, les plaines centrales et la Mésopotamie du Sud/ Khouzistan. Le Khouzistan est l’une des provinces les plus riches d’Iran. Elle dispose des plus grandes réserves d’eau ce qui en fait une terre d’agriculture très importante. Son caractère stratégique est renforcé par la présence des plus grands champs pétroliers d’Iran. 
La ville de Bassorah, deuxième ville d'Irak en nombre d'habitants, possède une frontière terrestre avec l'Iran et est connectée au réseau ferré iranien. Par celle-ci transitent de nombreux stupéfiants et médicaments originaires d'Iran, ayant des conséquences néfastes sur la santé publique des habitants.

### Frontière maritime
Aucune frontière maritime n'a jamais été convenue entre l'Iran et l'Irak. La frontière qui divise le Chatt al-Arab s'étend jusqu'à son embouchure. D'après la Convention des Nations Unies sur le droit de la mer, les États ayant des côtes adjacentes doivent définir les limites de la mer territoriale avec leurs voisins. En l'absence d'accord, "ni l’un ni l’autre de ces États n’est en droit, sauf accord contraire entre eux, d’étendre sa mer territoriale au-delà de la ligne médiane", sauf s'il existe des titres historiques. Cette ligne médiane, dont tous les points sont équidistants des points les plus proches des lignes de base à partir desquelles est mesurée la largeur de la mer territoriale de chacun des deux États, peut donc raisonnablement être considérée par des États tiers la frontière de facto. Dans le cas iranien et irakien, en l'absence de frontière maritime et de détails sur les limites de leur mer territoriale, la ligne médiane peut donc être considérée comme une frontière.

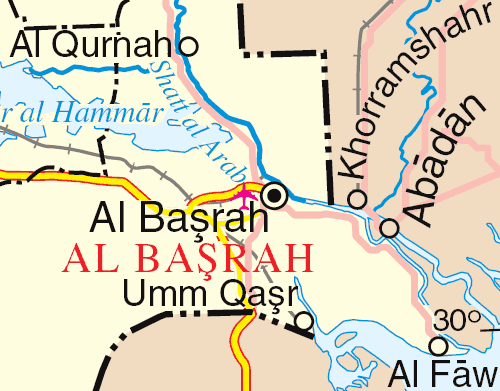
Carte de la frontière Iran-Irak sur le Chatt-el-Arab.

En 2007, un incident impliquant des marins britanniques a illustré cette difficulté à définir la frontière maritime entre l'Iran et l'Irak. En effet, pour Téhéran les marins britanniques avaient pénétré illégalement les eaux territoriales iraniennes, justifiant ainsi la capture des quinze marins. 

## Dynamiques transfrontalières

### Des communications difficiles mais stratégiques
Il n'existe pratiquement aucune interconnexion via la frontière entre les deux pays, ceci est imputable en partie aux obstacles naturels qui jouxtent la frontière, tant le Chatt-el-Arab que les monts Zagros ne sont pas propices à la construction de voies de communication mais cela est aussi dû à l'antagonisme entre les deux pays qui n'a pas favorisé l'établissement de liaisons transfrontalières. 
Le réseau ferré iranien et celui irakien sont connectés au niveau de la ville de Shalamche, au sud de la frontière. Au Nord, une ligne Firuzan – Kermanshah a été inaugurée en 2018  Celle-ci fait partie d'un projet plus large qui a pour objectif de connecter le réseau ferré iranien à l'Irak au niveau de Khosravi, un village frontalier ,. 
Il n'existe aucune liaison routière d'envergure n'existe entre les deux pays. Cependant, il existe une volonté affichée de construire une interconnexion entre les réseaux routiers irakiens et iraniens, De plus, plusieurs points de passage en nombre variable selon les directives des deux pays sont néanmoins ouverts. Le maintien des communications entre les deux pays revêt une grande importance pour l'Iran puisqu'il permet à des milliers de pèlerins iraniens de se rendre dans les villes de Nadjaf et de Kerbala qui sont respectivement le troisième et le quatrième lieu saint du chiisme. Il permet également à l'Iran de consolider sa présence au Levant et de consolider ses acquis en Syrie, au Liban et en Irak. 
Pour les régions autonomes du Kurdistan irakien les liaisons transfrontalières sont également cruciales afin de limiter sa dépendance à l'Irak et de conserver des liens avec les Kurdes iraniens.

### Gestion transfrontalière de l'eau

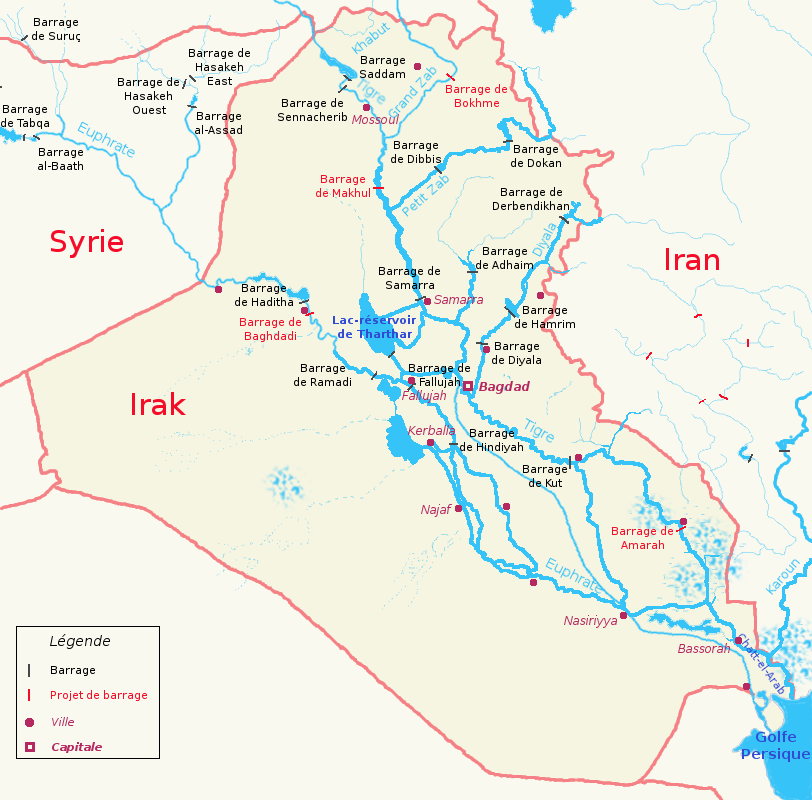
L'eau: enjeu transfrontalier

La frontière entre l'Irak et l'Iran est traversée par une multiplicité de cours d'eau et de fleuves. Les plus importants sont le Karoun, le Dilaya et le petit Zab.  Il existe une grave crise hydrique en Irak, liée notamment à une mauvaise gestion transfrontalière de l'eau. Ainsi, l'Iran a détourné plus de 35 affluents qui traversaient l'Irak avec pour conséquence de réduire de 80% les ressources irakiennes d'eau. Téhéran a cherché à capter l'eau douce, notamment par la construction de barrages. En 2011, le gouvernement lancé un projet de construction de 152 barrages permettant de contrôler les eaux entrant en Irak. Le fleuve Chatt al-Arab se situe au coeur des enjeux. Le gouvernement iranien a détourné le fleuve Karoun, qui se déverse dans le Chatt al-Arab, en construisant quinze barrages. En 2014, le fleuve Karoun a été totalement asséché par Téhéran alors qu'il déversait 14 milliards de mètres cubes d'eau douce annuellement dans le Chatt al-Arab. La salinisation du fleuve a été renforcée par le déversement par le gouvernement iranien d'eaux de drainage salées. Ce déversement a eu pour conséquence d’inonder les berges irakiennes du Chatt al-Arab et certains postes frontières. L'armée irakienne a donc dû battre en retraite face à cet afflux d'eau. 
Ce déversement a de graves conséquences sur la ville de Bassorah, débouchant sur une vraie crise de l'eau et des protestations. De plus, l'érosion de la berge irakienne a pour conséquence immédiate le déplacement du thalweg et donc le déplacement de la frontière. Le territoire iranien augmente donc, ce qui inquiète les autorités irakiennes. 
En mai 2019, des représentants irakiens et iraniens se sont rencontrés pour tenter de lancer une coopération pour nettoyer les eaux du Chatt al-Arab .

### Marche d'Arbaeen
De nombreux pèlerins, dont les Iraniens, partent à pied de la ville de Bassara pour se rendre à la ville de Karbala. En 2018, il est estimé que 1.3 million de pèlerins iraniens ont traversé la frontière Iran-Irak au niveau de Mehran, Shalamchech et Chabazzah pour réaliser le pèlerinage. 

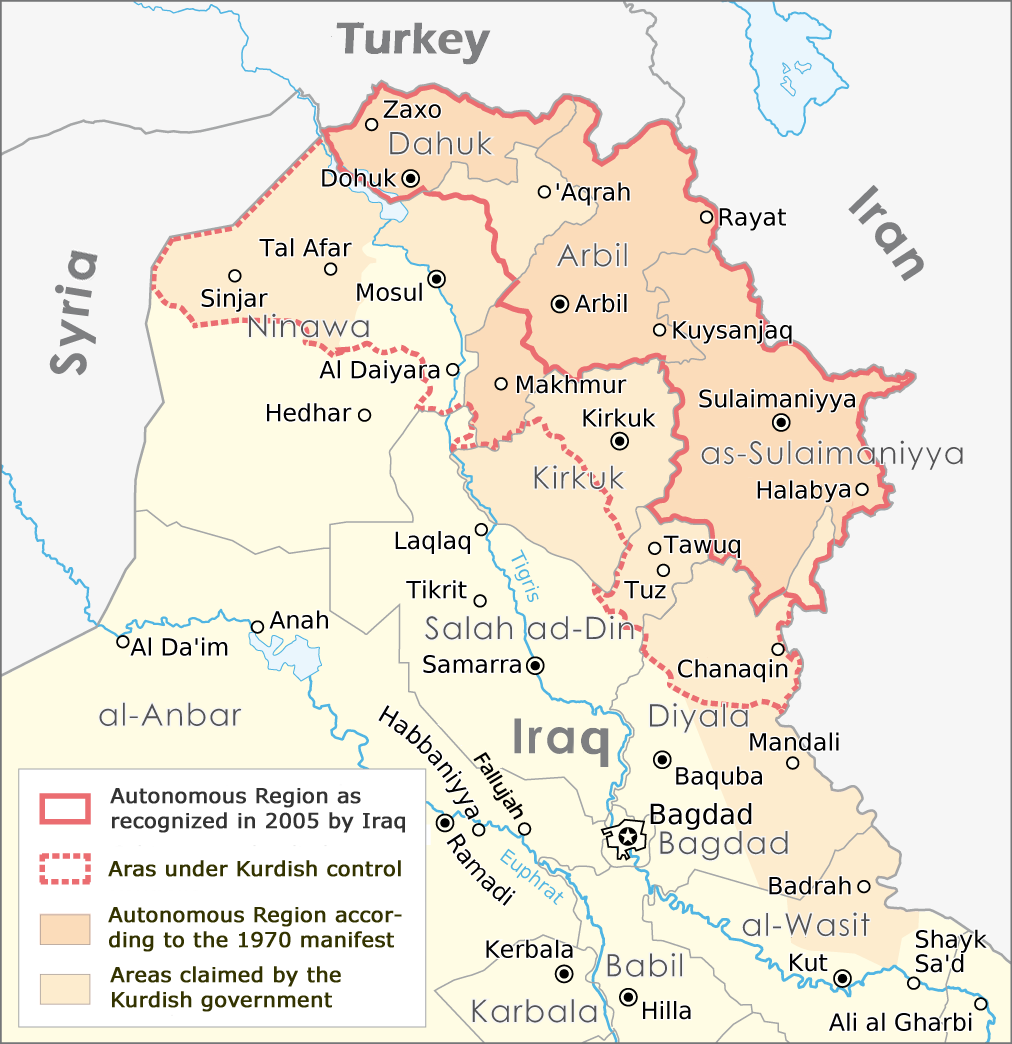
Le kurdistan irakien

### Un espace kurde au cœur des dynamiques transfrontalières
James Anderson et Liam O'Dowd considèrent la frontière comme un lieu où le pouvoir s'applique. Cependant, ils estiment également que cet espace lui échappe par le biais de ses lignes de fuite. La situation kurde peut être caractérisée par cette relation complexe entre action publique et populations locales.
De la même manière, les populations kurdes correspondent clairement à ce qu’Oscar Martinez nomme les « transnational borderlanders (frontaliers transnationaux) par opposition aux « national borderlanders » (frontaliers nationaux) qui ont des contacts minimaux avec l’autre côté de la frontière
Le Grand Kurdistan s’étend en effet sur plusieurs pays : la Syrie, la Turquie, l’Irak et l’Iran et facilite les mouvements transnationaux par le biais de réseaux familiaux et de proximité importants. Les Kurdistan irakien et iranien forment la partie Nord de la frontière Iran-Irak. Ils s'inscrivent dans la zone plus large du grand kurdistan. De plus, cette zone géographique constitue également l’interface de l’Irak, de l’Iran et de la Turquie, favorisant toute sorte d’échanges.

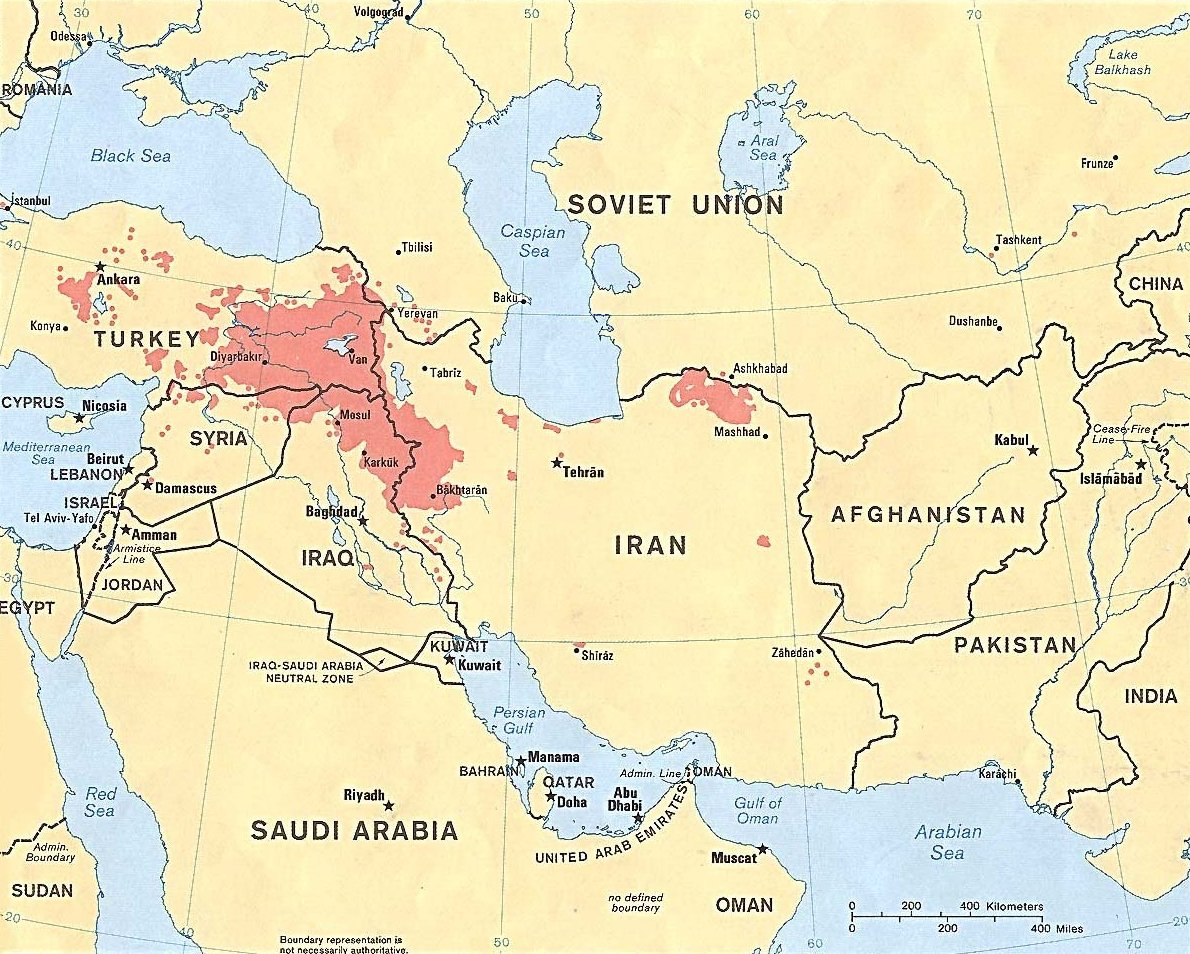
Zone de peuplement kurde établie en 1986

Si le grand Kurdistan n’existe pas politiquement, il existe de nombreux échanges de toutes sortes entre les populations kurdes qui peuplent la Turquie, l’Irak et l’Iran. Ainsi, les circulations d’ordre familial et les échanges commerciaux et culturels rendent cet espace de plus en plus autonome et intégré. Le Kurdistan irakien se distingue par son autonomie par rapport au gouvernement central, ce qui renforce sa position centrale au sein de cet espace. 

#### Contrebande entre l'Iran et l'Irak à partir du Kurdistan
Les dynamiques transfrontalières commerciales sont très importantes et elles sont composées de deux types de flux. Les premiers sont majoritaires composés de produits échangés par voie légale. Ce sont principalement les flux qui proviennent de la Turquie et qui sont acheminés vers le Kurdistan. Au contraire, les activités commerciales réalisées entre le Kurdistan irakien et l’Iran sont en majorité effectuées en toute illégalité.  
Ce régime semi-légal s’explique principalement par la nature même de la frontière irano-kurde. Celle-ci est en effet mal définie et poreuse. L’espace frontalier du côté kurde n’est également pas homogène politiquement. Différentes forces politiques kurdes y coexistent, chacune contrôlant des postes frontières différents (à l’inverse de la frontière turco-kurde où il n’existe qu’un seul poste douanier). Ainsi, la présence du PKK mais aussi de deux partis politiques gérant le territoire (PDK et PUK) fragmente l’autorité sur la région frontalière et permet la mise en place d’ententes avec les réseaux de passeurs. Ce manque d’homogénéisation favorise les brèches dans un espace frontalier marqué par un relief difficile. Enfin, un critère économique explique la puissance de la contrebande dans cet espace. Pour Cyril Roussel, il existe en effet un différentiel économique important entre les deux espaces frontaliers, entre un Iran exclu du monde économique et un Kurdistan intégré dans un Irak libéralisé. De plus, de nombreux produits sont moins chers en Iran (comme l’essence) et sont importés au Kurdistan puis en Irak. Ainsi, acteurs publics et privés se mêlent dans la mise en place d'activités à la fois légales et illégales. 
Ces flux commerciaux produisent une véritable économie locale. La contrebande est donc devenue une activité économique essentielle pour les deux côtés de la frontière. Ainsi, même s’il est difficile de produire une estimation de tels phénomènes, les populations kurdes et iraniennes estiment qu'il existe un très grand nombre de contrebandiers et de passeurs (environ 80 000/100 000). L’environnement social et économique de la zone transfrontalière pousse les populations à s’engager dans des activités de contrebande. Selon Wescott et Afshin, le renouvellement des sanctions et de leur pression économique sur l’Iran ont participé à l’augmentation de ces activités. Jalal Mahmudzaheh, un député irano-kurde de la région du Mahabad, déclarait ainsi que si la contrebande était empêchée par le gouvernement iranien alors il y aurait 80 000 personnes sans aucun moyen de subsister. Ces propos ne concernant que les courriers/ passeurs nous pouvons imaginer que les conséquences sociales d’une telle économie de la contrebande peuvent également s’étendre à l’économie locale.

## Une limite intercivilisationnelle?
Selon certaines interprétations la frontière irako-iranienne marquerait une limite entre le monde arabe et le monde iranien, tandis que d'autres tel Samuel Huntington qui a théorisé le choc des civilisations ne font aucunement mention d'une telle distinction, englobant tous les pays du Moyen-Orient dans une grande civilisation islamique. Sur le terrain et selon que l'on se place sur le plan religieux ou sur le plan ethnolinguistique on observe des discontinuités, mais aussi un nombre important de continuums entre les deux côtés de la frontière.
Ainsi le chiisme première religion d'Irak comme d'Iran s'étend de part et d'autre de la zone Sud de la frontière tandis qu'au Nord le sunnisme professé majoritairement par les kurdes est lui aussi présent des deux côtés de la frontière. En revanche la langue persane est absente du territoire irakien alors même qu'une importante minorité d'arabes iraniens la pratique (au côté de  l'arabe Khuzestani, arabe dialectal parlé de ce côté-ci de la frontière) dans la province méridionale du Khouzistan (d'ailleurs appelé « Arabistan » par les irakiens). Le kurde (qui fait partie de la famille des langues iraniennes) est lui parlé aussi bien en Irak qu'en Iran mais aussi en Turquie et en Syrie dans ce qu'il est convenu d'appeler le Kurdistan.

### Lien et document externe
- (en) Accord de 1937